# The Martial Avenger
The Martial Avenger è un film del 2024 diretto e interpretato da Claudio Del Falco.

## Trama
Claudio O'Connor è un campione di arti marziali miste. Dopo aver ucciso un avversario durante un incontro clandestino, una banda rivale, in cerca di vendetta, gli uccide la moglie.

## Promozione
Il trailer è stato diffuso il 13 ottobre 2024.